# Südliches Anhalt
Südliches Anhalt ist eine Stadt im Landkreis Anhalt-Bitterfeld in Sachsen-Anhalt.

## Geographie
Stadtgliederung
Die Stadt Südliches Anhalt gliedert sich in 24 Ortschaften und 51 Ortsteile:
| Ortschaft    | zugehörige Ortsteile                            |
| ------------ | ----------------------------------------------- |
| Edderitz     | - Edderitz - Pfaffendorf - Pilsenhöhe           |
| Fraßdorf     | Fraßdorf                                        |
| Glauzig      | - Glauzig - Rohndorf                            |
| Görzig       | - Görzig - Station Weißandt-Gölzau              |
| Gröbzig      | Stadt Gröbzig                                   |
| Großbadegast | - Großbadegast - Kleinbadegast - Pfriemsdorf    |
| Hinsdorf     | Hinsdorf                                        |
| Libehna      | - Libehna - Locherau - Repau                    |
| Maasdorf     | Maasdorf                                        |
| Meilendorf   | - Körnitz - Meilendorf - Zehmigkau              |
| Piethen      | Piethen                                         |
| Prosigk      | - Cosa - Fernsdorf - Pösigk - Prosigk - Ziebigk |

| Ortschaft               | zugehörige Ortsteile                           |
| ----------------------- | ---------------------------------------------- |
| Quellendorf             | - Diesdorf - Quellendorf                       |
| Radegast                | Stadt Radegast                                 |
| Reinsdorf               | Reinsdorf                                      |
| Reupzig                 | - Breesen - Friedrichsdorf - Reupzig - Storkau |
| Riesdorf                | Riesdorf                                       |
| Scheuder                | - Lausigk - Naundorf - Scheuder                |
| Trebbichau an der Fuhne | - Hohnsdorf - Trebbichau an der Fuhne          |
| Werdershausen           | Werdershausen                                  |
| Weißandt-Gölzau         | - Klein-Weißandt - Gnetsch - Weißandt-Gölzau   |
| Wieskau                 | - Cattau - Wieskau                             |
| Wörbzig                 | Wörbzig                                        |
| Zehbitz                 | - Lennewitz - Wehlau - Zehbitz - Zehmitz       |

Am 1. Juli 2014 trat das neue Kommunalverfassungsgesetz des Landes Sachsen-Anhalt in Kraft. In dessen §14 (2) wird den Gemeinden die Möglichkeit gegeben, den Ortsteilen, die vor der Eingemeindung Städte waren, diese Bezeichnung zuzuerkennen. Die Stadt Südliches Anhalt hat von dieser Regelung Gebrauch gemacht. Ihre neue Hauptsatzung ist mit Wirkung vom 14. Januar 2015 in Kraft getreten. Im §8 (1) werden die Ortsteile mit ihren amtlichen Namen aufgeführt. Die Ortschaften sind nicht betroffen.

## Geschichte
Bis 1950 lagen im heutigen Stadtgebiet zwei Städte und 45 Landgemeinden. 2009 waren nach zahlreichen Eingemeindungen 21 selbstständige Gemeinden verblieben, die sich in der Verwaltungsgemeinschaft Südliches Anhalt organisierten. 18 davon, namentlich Edderitz, Fraßdorf, Glauzig, Großbadegast, Hinsdorf, Libehna, Maasdorf, Meilendorf, Prosigk, Quellendorf, Radegast, Reupzig, Riesdorf, Scheuder, Trebbichau an der Fuhne, Weißandt-Gölzau, Wieskau und Zehbitz, schlossen sich im Zuge der Gemeindegebietsreform Sachsen-Anhalt zum 1. Januar 2010 freiwillig zur neuen Einheitsgemeinde mit Stadtrecht zusammen.
Die ebenfalls zur Verwaltungsgemeinschaft gehörende Stadt Gröbzig sowie die Gemeinden Görzig und Piethen haben den Gebietsänderungsvertrag zur Bildung der Stadt Südliches Anhalt nicht unterzeichnet, wurden von dieser jedoch mitverwaltet, bis sie am 1. September 2010 eingemeindet wurden. Wegen der faktischen Zwangseingemeindung der Gemeinde Görzig war ein Verfassungsbeschwerde-Verfahren anhängig, das abgewiesen wurde.
Eingemeindungen
| Ehemalige Gemeinde      | Datum             | Anmerkung                                  |
| ----------------------- | ----------------- | ------------------------------------------ |
| Cattau                  | 1. Juli 1950      | Eingemeindung nach Wieskau                 |
| Cosa                    | 1. Januar 2005    | Eingemeindung nach Prosigk                 |
| Diesdorf                | 1. Januar 1957    | Eingemeindung nach Quellendorf             |
| Edderitz                | 1. Januar 2010    |                                            |
| Fernsdorf               | 1. Juli 1950      | Eingemeindung nach Prosigk                 |
| Fraßdorf                | 1. Januar 2010    |                                            |
| Friedrichsdorf          | 1. Juli 1950      | Eingemeindung nach Storkau                 |
| Glauzig                 | 1. Januar 2010    |                                            |
| Görzig                  | 1. September 2010 | Verfassungsbeschwerde wurde eingereicht    |
| Gröbzig                 | 1. September 2010 |                                            |
| Großbadegast            | 1. Januar 2010    |                                            |
| Hinsdorf                | 1. Januar 2010    |                                            |
| Hohnsdorf               | 1. Juli 1950      | Eingemeindung nach Trebbichau an der Fuhne |
| Kleinbadegast           | 1. Januar 1970    | Eingemeindung nach Großbadegast            |
| Kleinweißandt           | 1. Juli 1950      | Eingemeindung nach Weißandt-Gölzau         |
| Körnitz                 | 1. Juli 1950      | Eingemeindung nach Meilendorf              |
| Lausigk                 | 1. Oktober 1961   | Eingemeindung nach Scheuder                |
| Lennewitz               | 1. Juli 1950      | Eingemeindung nach Zehbitz                 |
| Libehna                 | 1. Januar 2010    |                                            |
| Locherau                | 1. Juli 1950      | Eingemeindung nach Libehna                 |
| Maasdorf                | 1. Januar 2010    |                                            |
| Meilendorf              | 1. Januar 2010    |                                            |
| Naundorf                | 1. Juli 1950      | Eingemeindung nach Lausigk                 |
| Pfaffendorf             | 1. Juli 1950      | Eingemeindung nach Edderitz                |
| Pfriemsdorf             | 1. Juli 1950      | Eingemeindung nach Kleinbadegast           |
| Piethen                 | 1. September 2010 |                                            |
| Pösigk                  | 1. Juli 1950      | Eingemeindung nach Cosa                    |
| Prosigk                 | 1. Januar 2010    |                                            |
| Quellendorf             | 1. Januar 2010    |                                            |
| Radegast                | 1. Januar 2010    |                                            |
| Reinsdorf               | 1. Juli 1950      | Eingemeindung nach Görzig                  |
| Repau                   | 1. Juli 1950      | Eingemeindung nach Libehna                 |
| Reupzig                 | 1. Januar 2010    |                                            |
| Riesdorf                | 1. Januar 2010    |                                            |
| Rohndorf                | 1. Juli 1950      | Eingemeindung nach Glauzig                 |
| Scheuder                | 1. Januar 2010    |                                            |
| Storkau                 | 1. Januar 1957    | Eingemeindung nach Reupzig                 |
| Trebbichau an der Fuhne | 1. Januar 2010    |                                            |
| Wehlau                  | 1. Juli 1950      | Eingemeindung nach Zehbitz                 |
| Weißandt-Gölzau         | 1. Januar 2010    |                                            |
| Werdershausen           | 1. Juli 1950      | Eingemeindung nach Gröbzig                 |
| Wieskau                 | 1. Januar 2010    |                                            |
| Wörbzig                 | 1. Januar 2004    | Eingemeindung nach Gröbzig                 |
| Zehbitz                 | 1. Januar 2010    |                                            |
| Zehmigkau               | 1. Juli 1950      | Eingemeindung nach Meilendorf              |
| Zehmitz                 | 10. Oktober 1965  | Eingemeindung nach Zehbitz                 |
| Ziebigk                 | 1. Juli 1950      | Eingemeindung nach Cosa                    |

## Bevölkerung
| Jahr | Einwohner |
| ---- | --------- |
| 2010 | 14.662    |
| 2015 | 13.810    |
| 2020 | 13.227    |
| 2021 | 13.146    |
| 2022 | 13.038    |
| 2023 | 12.953    |
| 2024 | 12.857    |

Stand: 31. Dezember des jeweiligen Jahres (Angaben des Statistischen Landesamtes Sachsen-Anhalt), ab 2011 auf Basis des Zensus 2011, ab 2022 auf Basis des Zensus 2022

## Politik

### Stadtrat
Der Stadtrat von Südliches Anhalt besteht aus 28 Mitgliedern und dem Bürgermeister. Die Kommunalwahl am 9. Juni 2024 führte zu folgendem Ergebnis:
| Partei / Wählergruppe                     | Stimmenanteil 2019 | Sitze 2019 |        | Stimmenanteil 2024 | Sitze 2024 |
| ----------------------------------------- | ------------------ | ---------- | ------ | ------------------ | ---------- |
| AfD                                       | –                  | –          | 26,9 % | 8                  |            |
| CDU                                       | 23,1 %             | 6          | 23,8 % | 7                  |            |
| Freie Wählergemeinschaft Anhalt           | 25,8 %             | 7          | 20,8 % | 6                  |            |
| Die Linke                                 | 20,5 %             | 6          | 12,7 % | 4                  |            |
| Ortsbürgermeister und Interessenvertreter | 25,1 %             | 7          | 11,6 % | 3                  |            |
| SPD                                       | 02,6 %             | 1          | 01,7 % | –                  |            |
| Pro Edderitz                              | –                  | –          | 01,4 % | –                  |            |
| Einzelbewerber Christian Hauenstein       | –                  | –          | 01,1 % | –                  |            |
| Einzelbewerber Daniel Richter             | 02,9 %             | 1          | –      | –                  |            |
| Insgesamt                                 | 100 %              | 28         | 100 %  | 28                 |            |

### Bürgermeister
- 2010–2016: Burkhard Bresch (Die Linke)
- seit 2016: Thomas Schneider (parteilos)

Die erste Wahl des hauptamtlichen Bürgermeisters für die zu bildende Stadt fand am 29. November 2009 statt. Bresch (Die Linke) wurde mit 50,4 % der gültigen Stimmen gewählt. Er war vorher letzter Bürgermeister der eingemeindeten Gemeinde Weißandt-Gölzau.
Bei der Bürgermeisterstichwahl am 6. November 2016 setzte sich Schneider mit 66,9 % der gültigen Stimmen gegen den bisherigen Amtsinhaber Bresch durch. Er wurde in der Bürgermeisterwahl am 10. September 2023 mit 51,4 % der gültigen Stimmen in seinem Amt bestätigt. Seine Amtszeit beträgt sieben Jahre.

### Verwaltung
Der Hauptsitz der Stadtverwaltung befindet sich in Weißandt-Gölzau. Weitere Verwaltungsstellen der Stadt gibt es in den Ortschaften Gröbzig und Quellendorf.

## Verkehr
Südliches Anhalt liegt mit dem Haltepunkt Weißandt-Gölzau an der Bahnstrecke Magdeburg–Leipzig.